# Jules Gay
Pour les personnes de même nom de famille, voir Gay.
Ne doit pas être confondu avec Jules Gay (historien).
Jules Léopold Gay, né le 2 août 1807 à Paris et mort le 30 décembre 1887 à Bruxelles, est un éditeur et un théoricien socialiste français.

## Biographie
Fils de l'éditeur Dominique Gay, fondateur de la librairie de la cour de Russie à Saint-Pétersbourg, il se convertit au socialisme et devient en 1835 un disciple de Robert Owen, prônant l'égalité sociale et sexuelle ; il collabore au Crisis et au New Moral World. Il publie en 1837 les Propositions fondamentales du système social de la communauté des biens fondé sur les lois de la nature humaine, traduction de l'Outline of the Rational System of Society (1830) d'Owen. À Londres, il lie également connaissance avec une militante féministe et socialiste, Désirée Véret, avec laquelle il se marie en 1837. Ensemble, ils ont deux fils, Jean en 1838 et Owen en 1842. En 1840, le couple tente de fonder une école pour les petits enfants au programme novateur à Châtillon-sous-Bagneux, mais échoue, faute de capitaux. 
En septembre 1841, la police s'intéresse à sa correspondance avec Gabriel Charavay, mais il ne sera pas inquiété dans l'affaire de l'Humanitaire.
Après la Révolution française de 1848 et la proclamation de la Deuxième République, Désirée Gay se distingue avec plusieurs autres femmes par ses lettres et ses pétitions aux autorités en faveur de l'égalité des sexes. Élue déléguée à la Commission des Travailleurs, qui siège au palais du Luxembourg, et chef de division de l'un des Ateliers nationaux, elle collabore, en mars-avril 1848, au journal féministe La Voix des femmes puis crée La Politique des femmes, qui ne compte que deux numéros. De même, avec Jeanne Deroin, elle fonde l'Association mutuelle des femmes et un nouveau journal, L'Opinion des femmes, avant de se retirer de la vie publique, fin 1849, pour reprendre ses activités de couturière.
De son côté, Jules Gay fait paraître le premier et unique numéro d'un mensuel, Le Communiste en mars 1849 ; dans sa profession de foi, il parle essentiellement d'amour et d'économie.
Peu après, il s'installe comme libraire, éditeur et bibliographe spécialisé dans la littérature galante. En 1861, il publie son œuvre la plus connue, la Bibliographie des principaux ouvrages relatifs à l'amour, aux femmes et au mariage et des livres facétieux, pantagruéliques, scatologiques, satiriques, seulement à 300 exemplaires, édition épuisée en quelques mois. À cause de la nature des ouvrages qu'il édite, il subit de nombreux procès et se voit retirer son autorisation de publier. Le couple doit quitter la France en 1864 et s'installe à Bruxelles, comme de nombreux éditeurs tels Vital Puissant et Poulet-Malassis. Puis ils rejoignent Genève en 1869 et Turin, avant de revenir à Bruxelles en 1876.
En exil, le couple s'inscrit à l'Association internationale des travailleurs, où Désirée Gay devient présidente de la section des femmes en 1866. Jules Gay a également participé à la fondation de l'Alliance internationale de la démocratie socialiste, proche de Bakounine, en octobre 1868.
Il meurt en 1887 à Bruxelles.

## Œuvre
- Bibliographie des ouvrages relatifs à l'amour, aux femmes, au mariage, contenant les titres détaillés de ces ouvrages, les noms des auteurs, un aperçu de leur sujet, leur valeur et leur prix dans les ventes, l'indication de ceux qui ont été poursuivis ou qui ont subi des condamnations, etc. par M. le C. d'I***, 1861, 812 p. (2e édition : Paris, Jules Gay, 1864 ; 3e édition refondue et augmentée : Turin, Nice et San Remo, chez Jules Gay et fils, 1871, 6 volumes)[4].  T1   T2  T3  T4  T5  T6
- Le Socialisme rationnel et le socialisme autoritaire, Genève, Gay, 1868, 168 p.

## Sources
- Jonathan Beecher, « Désirée Véret, ou le passé retrouvé. Amour, mémoire, socialisme », Cahiers Charles Fourier, n° 14, décembre 2003
- Pascal Ory (dir.), La Censure en France à l'ère démocratique (1848-...), Paris, éditions Complexe, 1997, 357 pages, p. 45-46